# أربوسة لمبوكية
أربوسة  لمبوكية (الاسم العلمي:Erebus lombokensis) هي نوع من الحشرات تتبع جنس الأربوسة من الفصيلة الأربوسية.